# Sira Diop
 (avril 2018).
Si vous disposez d'ouvrages ou d'articles de référence ou si vous connaissez des sites web de qualité traitant du thème abordé ici, merci de compléter l'article en donnant les références utiles à sa vérifiabilité et en les liant à la section « Notes et références ».
Sira Diop, née Sissoko (mais souvent appelée Sakiliba, conformément à la tradition) le 31 mars 1929 à Ségou et morte le 17 novembre 2013 à Bamako à l'âge de 84 ans, est une enseignante, militante féministe et syndicaliste malienne. 

## Biographie
Institutrice diplômée de l’École normale de jeunes filles de Rufisque (1947), Sira Diop est par la suite la première bachelière soudanaise en 1950 et la première lauréate du concours des inspecteurs d’enseignement primaire en 1961. Parallèlement à sa carrière d’enseignante, elle mène une activité syndicale. 
L’épouse du docteur Mohamed Moctar Diop devient membre fondateur de l’Intersyndicale des femmes travailleuses du Soudan, et aussi membre fondateur et présidente de l’Union des femmes travailleuses du Soudan (USF) créée en 1958. En juillet 1959, l'Union des femmes de l'ouest africain (UFAO) est créée, à l'initiative de Sira Diop alors présidente de l'Union des femmes du Soudan.
Enseignante (1951-1962) puis première directrice malienne du lycée des jeunes filles (actuel lycée Ba Aminata Diallo) entre 1962 et 1965, elle aussi présidente de l'Union nationale des femmes du Mali de 1977 à 1980, ».
Fonctionnaire internationale, elle a servi l’UNESCO, l’UNICEF, l’OMS dans plusieurs pays africains dans les années 1970 mais aussi en dehors du continent.
Mère de 6 enfants, la réalisatrice malienne Fatoumata Coulibaly lui consacre un documentaire Sira Diop, le fleuve intarissable,.

## Distinctions
Sira Diop a reçu plusieurs distinctions honorifiques : chevalier de l’ordre national du Mali (1980),, officier de l’ordre national du Mali (1995),, commandeur de l’ordre national du Mali (2000),, grand officier de l’ordre national du Mali (2005),. 
En dehors du Mali, Sira Diop est chevalier de l’ordre national du Lion du Sénégal et chevalier de l’ordre national du Mérite de la Guinée. Elle est par ailleurs citoyenne d’honneur de deux villes américaines : Indianapolis (Indiana) et Hazard (Kentucky),.